# 이슬하
이슬하(李슬하, 1992년 5월 16일 ~ )는 대한민국의 배우이다.

## 학력
- 대전정림중학교 졸업
- 개포고등학교 졸업
- 여주대학교 방송연예학과 중퇴
- 중앙대학교 연극영화학과 중퇴
- 경희사이버대학교 세무회계학과 졸업

## 출연 작품

### 드라마
- KBS 《부자의 탄생》 - 추운석 아역
- MBC드라마넷 《별순검 시즌 3》 - 유도령 친구역
- KBS 《성균관 스캔들》 - 하인수 패거리 유생역
- KBS 《드림하이2》
- JTBC 《러브 어게인》 - FD역

### 영화
- 영화 《감옥》 - 찬영[1] 역 (2012년)
- 영화 《희재》 - 희재 역 (2013년)

### 공연
- 2011년 뮤지컬 《호두까기 인형》 - 강릉 단오문화관

### 라디오
- KBS 라디오 《슈퍼주니어 키스 더 라디오》
- MBC 라디오 《박경림의 별이 빛나는 밤에》
- MBC 라디오 《윤하의 별이 빛나는 밤에》

### 홍보대사
- 2011년 사랑나눔본부 충남 천안아산 홍보대사

### 뮤직비디오
- 2012년 가수 리듬파워 ‘리듬파워’ 뮤직비디오[2]

### 예능
- 2012년 KBS 《스펀지2.0》

## 이슬하 현역 입대
2012년 11월 13일 배우 이슬하가 강원도 춘천에 위치한 102보충대로 입대
강원도 화천군에 위치한 그 유명한 GOP 사단, 상승칠성 7사단 신병교육대에서 5주간 기초군사훈련 수료 후 현재까지 7사단 GOP에서 군 복무를 하고 있다.

이슬하의 소속사 관계자는 이슬하가 본인의 의지대로 원하는 군 생활을 할 수 있도록 적극 지원할 것이라며 현재까지는 국방부 홍보지원대에 지원하지 않았다고 밝혔다.

## 이슬하 만기 제대
2014년 8월 12일 배우 이슬하가 강원도 화천군에 위치한 육군 제 7보병사단에서 전역을 신고했다. 지난 2012년 11월 13일 102보충대를 통해 현역병으로 육군에 입대 후 21개월만이다. 이슬하는 전역 현장에서 군 관계자들과 일일이 악수하고 포옹하며 마지막 인사를 나누었다. 정문 앞에서 “동기들과 간부들의 도움으로 열심히 군 생활할 수 있었다”고 전역 소감을 밝히며 “제가 다시 연기할 수 있는 시간이 왔으니 기다려주신 만큼 잘 준비해서 하고 싶었던 연기를 하겠다”고 연기에 대한 갈증을 털어놨다. 배우 이슬하는 군 복무기간 중 군에서 주최하는 공연에도 적극 참여하였으며 군 창작뮤지컬인 ‘더 프로미스’(The Promise)에 참여하여 군복무 기간에 연기자로서의 재능을 살리기도 했다. 복무중 우측 어깨 부상을 당한 이슬하는 현재의 건강상태에 대해 “좋은 편은 아니나 꾸준한 재활치료로 회복하고 있다”며 팬들의 걱정을 일축시켰다. 이슬하는 “초심을 잃지 않는 배우가 되고 싶다. 입대 전 보다는 더 성숙한 연기를 보여드리겠다. 열심히 하겠다”고 짧지만 강한 포부를 남겼다.

## 참고 자료
- 네이버 인물 검색 - 이슬하